# Chloé Mortaud
Chloé Mortaud (Lisieux, 19 settembre 1989) è una modella francese con cittadinanza statunitense, vincitrice del titolo di Miss Francia 2009, dove rappresentava la regione del Midi-Pirenei.

## Biografia
È la prima vincitrice di Miss Francia ad avere la doppia cittadinanza, dato che la Mortaud è dotata anche di cittadinanza statunitense, dato che sua madre è una afroamericana emigrata dal Mississippi alla Francia, e sua nonna vive a Los Angeles. Suo padre è invece francese.
Chlòe Mortaud ha rappresentato la Francia a Miss Universo 2009 ed è riuscita a classificarsi sesta. È inoltre giunta sino al quarto posto di Miss Mondo 2009. Quell'anno soltanto lei e la rappresentante sudafricana Tatum Keshwar sono riuscite ad accedere alle finali di entrambi i concorsi.